# Frauke Wehberg

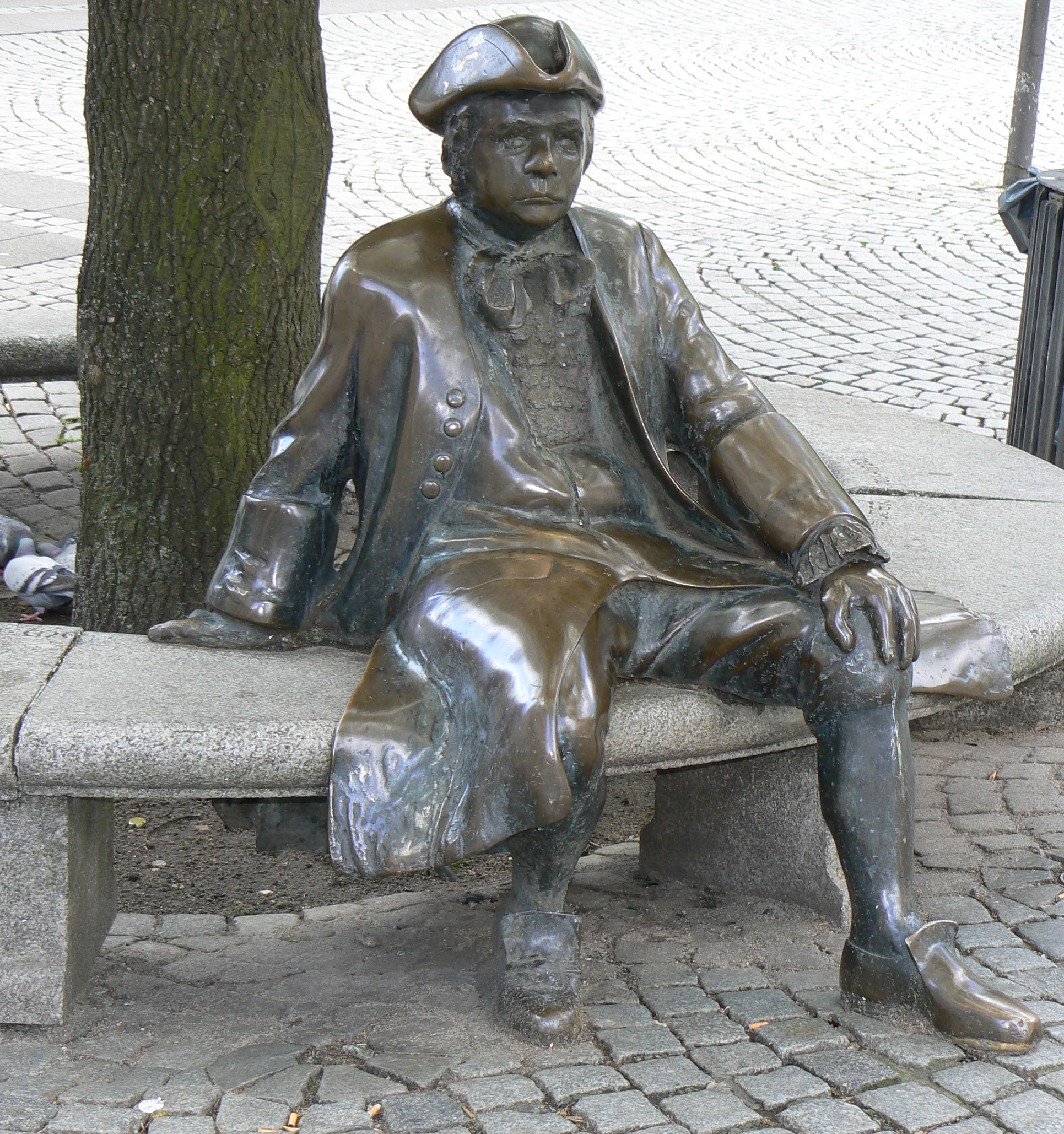
Denkmal für Asmus Bremer, Kiel, 1982

Frauke Wehberg (* 1940 in Hamburg) ist eine deutsche Bildhauerin.

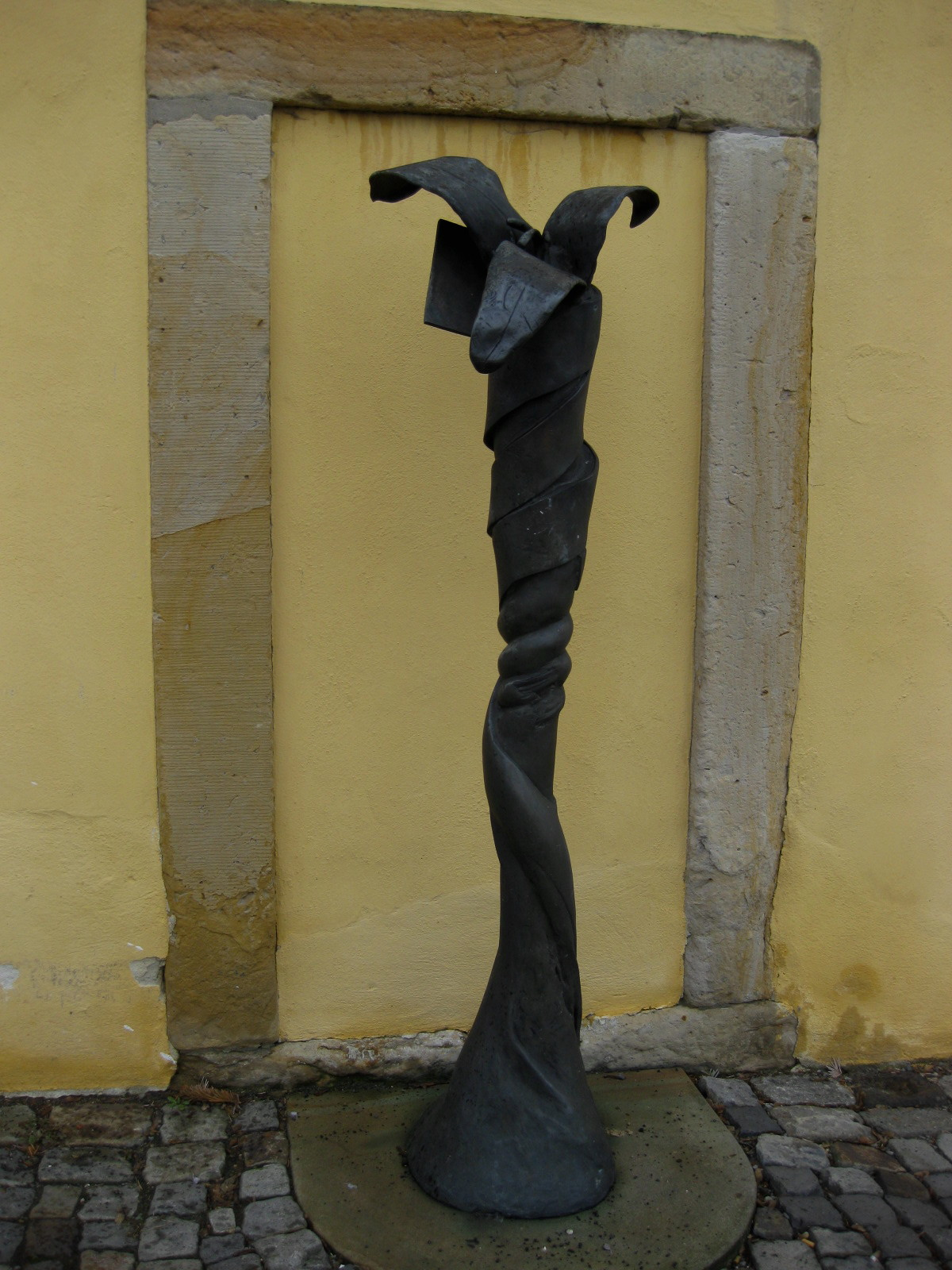
Lilie, Kloster Gertrudenberg, 1986

## Leben
Frauke Wehberg wurde 1940 in Hamburg geboren. In ihrer Heimatstadt besuchte sie von 1956 bis 1958 die Meisterschule für Mode (heute Department Design der HAW Hamburg). Anschließend studierte Wehberg bis 1963 an der Hochschule für bildende Künste Hamburg (HFBK Hamburg). Ihre akademischen Lehrer waren der Typograf Richard von Sichowsky sowie die Maler Georg Gresko und Theo Garve.  
Wehberg lebt in Hamfelde bei Schwarzenbek.
Wehberg wurde 1982 mit dem Kulturpreis der Stiftung Herzogtum Lauenburg ausgezeichnet. Ihre Arbeiten sind als Skulpturen und Brunnen an öffentlichen Orten in Hamburg, Schleswig-Holstein und Niedersachsen präsent. Sie arbeitete häufig mit ihrem Kollegen York Anton (1940–2000) und ihrem Ehemann, dem Architekten Hinnerk Wehberg (bei der Ausgestaltung von Plätzen) zusammen.

## Werke
Kunst im öffentlichen Raum:
- Ballwerfer, Glinde, 1980 (Konzept: York Anton)[2]
- Denkmal für Asmus Bremer, Kiel, 1982
- Gänsemagd, Neumünster, 1982
- Zeitungsjunge, Kiel, 1982
- Die Postliesl, Hamburg-Hoheluft-Ost, 1984[4]
- Sitzende, Glücksburg, 1984
- Stutentrine und Markgraf, Rendsburg, 1986
- Friedenstaube und Lilie, Kloster Gertrudenberg, Osnabrück, 1986
- Balance auf der Kugel, Ahrensburg, 1987
- Schlange, Staatsanwaltschaft, Osnabrück, 1989
- Janusbrunnen, Bad Segeberg, 1993
- Brunnen Kleines Haus, Braunschweig, 1998
- Stille und Bewegung, Pinneberg, ohne Jahr (mit: York Anton)
- Rathaus-Brunnen, Langenhagen, ohne Jahr.

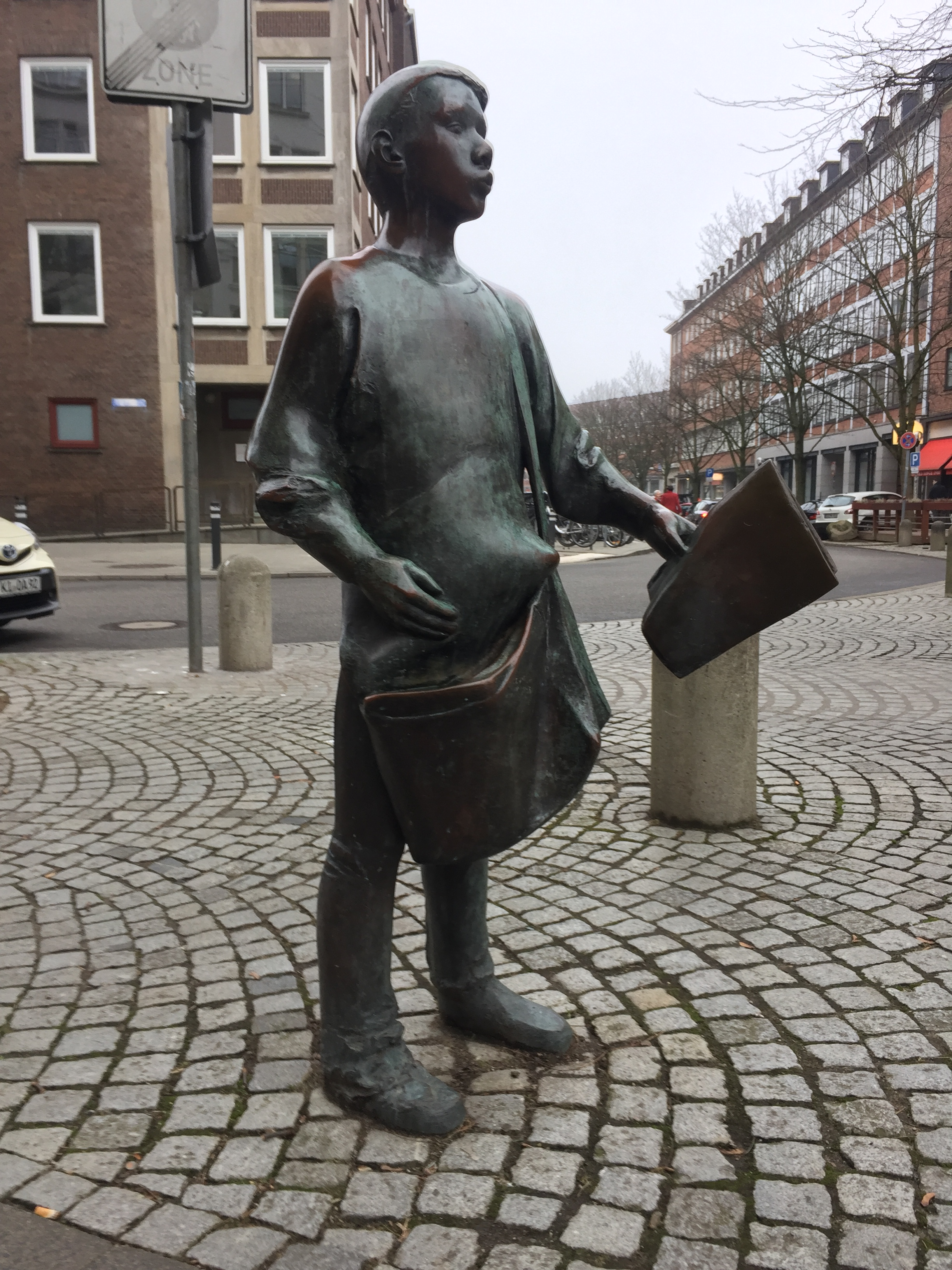
Zeitungsjunge, 1982
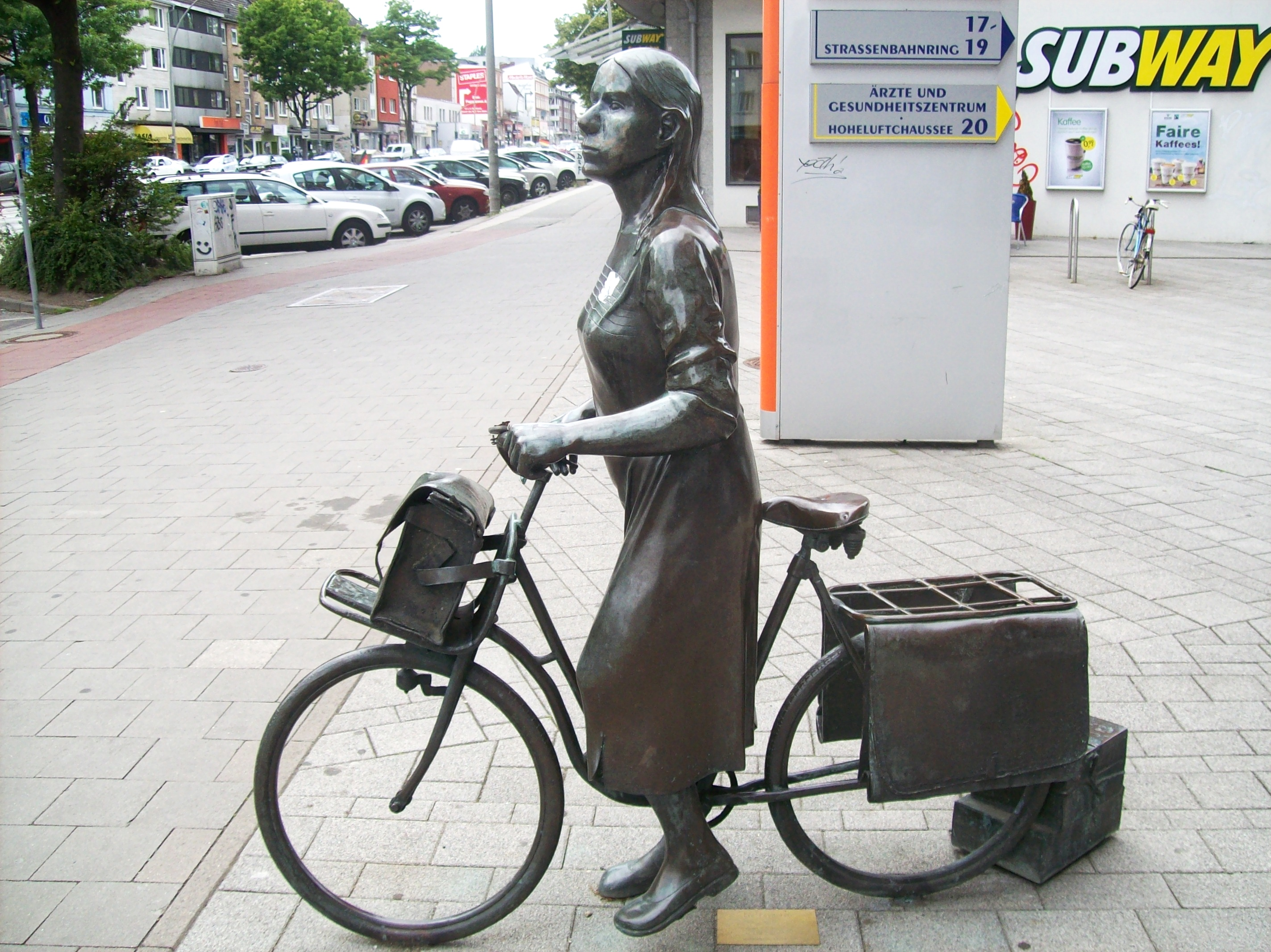
Die Postliesl, 1984
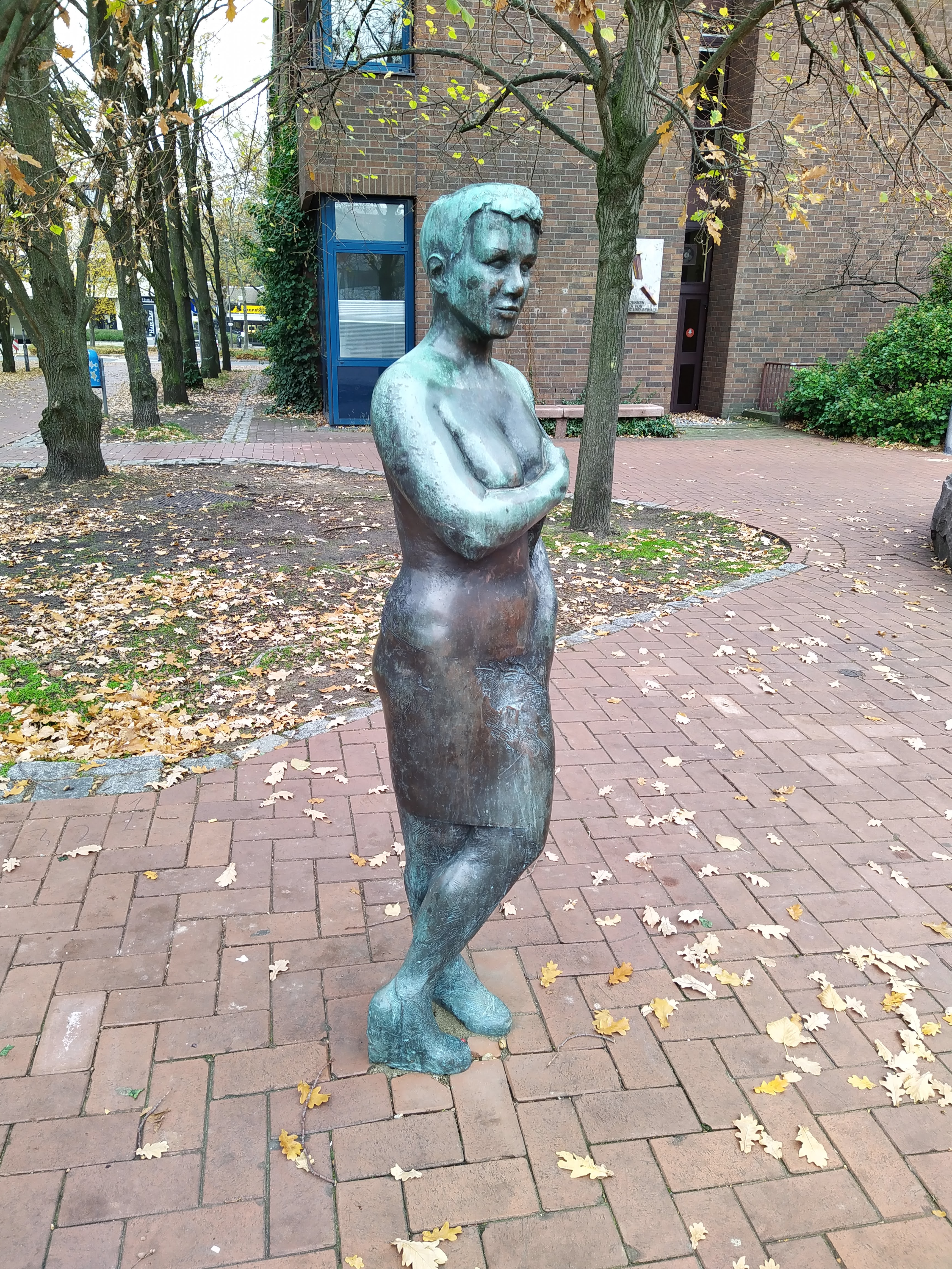
Rathaus-Brunnen, o. J.
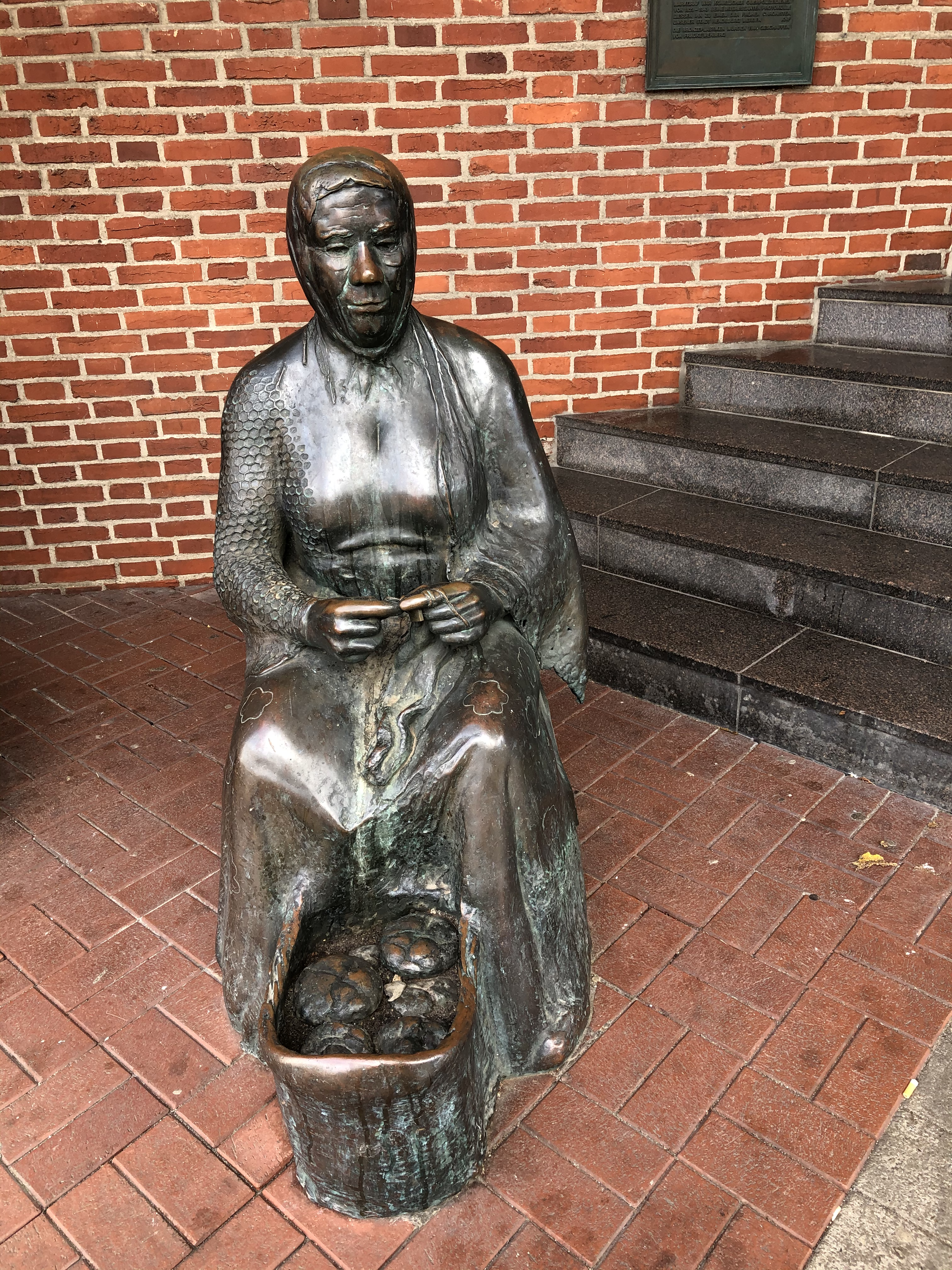
Stutentrine, 1986